# Ратушный, Роман Тарасович
Роман Тарасович Ратушный (укр. Рома́н Тара́сович Ра́тушний; 5 июля 1997, Киев, Украина — 9 июня 2022, Сулиговка, Изюмский район, Харьковская область, Украина) — украинский общественный деятель, журналист, военный-доброволец. Участник Евромайдана и российско-украинской войны.

## Биография
Роман Ратушный родился 5 июля 1997 года в Киеве в семье Тараса Ратушного (активист движения «Сохрани старый Киев») и писательницы Светланы Поваляевой. В 2012 году поступил в Финансово-правовой колледж, где получил высшее юридическое образование.
В конце 2013 года Роман принимал участие в Евромайдане, с другими студентами пострадал от атаки «Беркута» в ночь на 30 ноября.
В 2018 году возглавил инициативу «Защитим Протасов Яр», а в 2019 году — одноимённую общественную организацию. Инициатива нацелена на сохранение зелёной зоны в Протасовом Яру в центре Киева и недопущение застройки, которое было намерено осуществить компанией ООО «Дайтона Груп». Конфликт между местными жителями и застройщиком обострился в начале мая 2019 года, когда застройщик построил забор и объявил местной общине о планах строить на склоне три 40-этажки. Впоследствии Государственная архитектурно-строительная инспекция издала предписание, запретившее предприятию продолжать строительство в зелёной зоне, а 27 июня 2020 года Киевский городской совет вернул земельному участку площадью 3,15 га в Протасовом Яру статус зеленых насаждений.
Роман был участником акций в поддержку заключенного одесского активиста Сергея Стерненко. После очередной акции ко дню рождения Сергея, 20 марта 2021 Ратушный был отправлен под круглосуточный домашний арест по решению Печерского районного суда от 29 марта. Его подозревали в хулиганстве. Доказательством прокуратуры стал снимок, на котором Ратушного якобы опознали свидетели. Фото представляет собой чёрный фон и белые точки на нем. В социальных сетях дело уже окрестили «Делом Казимира Малевича» с отсылкой к самой известной картине художника «Чёрный квадрат».

## Вторжение России на Украину
После начала полномасштабного вторжения России на Украину Ратушный стал добровольцем в ряды Сил обороны Украины, создал подразделение «Протасового Яра». Сначала принимал участие в защите Киева, а после действовал в Сумской области, где участвовал в деоккупации населенных пунктов области.
С начала апреля Ратушный воевал в Харьковской области, в частности в Изюмском районе, в разведывательном взводе 2-го мотопехотного батальона 93-й отдельной механизированной бригады Вооруженных сил «Холодный Яр».
9 июня 2022 года Роман погиб в результате артиллерийского обстрела со стороны российских войск, недалеко от Изюма.
Прощание с Ратушным прошло 18 июня в Киеве, на церемонии присутствовало несколько сотен человек. Похоронен на Байковом кладбище (участок 27а).
8 сентября в Киеве была переименована улица Волгоградская на улицу Романа Ратушного.
Был награждён орденом «За мужество» 13 сентября 2022, посмертно.

## Награды
- Орден «За мужество» III степени (2022, посмертно) — за личное мужество и самоотверженные действия, проявленные в защите государственного суверенитета и территориальной целостности Украины, верность военной присяге[17].